# Elecciones generales de Italia de 1870
Las elecciones generales se celebraron en Italia entre el 20 y el 27 de noviembre de 1870. El Presidente del Consejo de Ministros, Giovanni Lanza, las hizo adelantar meses antes de lo previsto debido a que finalmente las fuerzas italianas habían capturado y anexado Roma, convirtiendo a la ciudad en la nueva capital del país, por lo que Lanza quería aprovechar la popularidad de su gobierno para las elecciones, además de que la nueva capital necesitaba representación parlamentaria.
Solo 530.018 hombres de una población total de alrededor de 26 millones tenían derecho a votar. Los votantes eran en gran parte aristócratas que representaban a los rentistas del norte del país y tenían opiniones políticas moderadas, incluida la lealtad a la corona y el bajo gasto público.

## Contexto histórico
La Derecha histórica fue liderada por el primer ministro de Italia, Giovanni Lanza, un político conservador del Piamonte.
El bloque de la Izquierda histórica estaba encabezado por Urbano Rattazzi, un político liberal y ex primer ministro, que dirigió la izquierda durante más de una década.
El resultado electoral fue controvertido; en términos de porcentajes, el primer ministro Giovanni Lanza explotó al máximo el prestigio de la toma de Roma frente a sus oponentes parlamentarios. Sin embargo, la participación se redujo aún más después del Non expedit del Papa Pío IX, por lo que menos del 1% de la población total del país participó en esta elección. El recién terminado Estado italiano se reveló así como una estricta oligarquía con una profunda fractura con su misma población, creando un daño que nunca fue realmente reparado.
Después de las elecciones, Lanza fue confirmado primer ministro por el Rey.

## Partidos y líderes
| Partido | Partido             | Ideología                    | Líder           |
| ------- | ------------------- | ---------------------------- | --------------- |
|         | Derecha histórica   | Conservadurismo, Monarquismo | Giovanni Lanza  |
|         | Izquierda histórica | Liberalismo, Centrismo       | Urbano Rattazzi |

## Resultados
|  | 45,87 % |

|  | 38,38 % |

|  | 15,75 % |

|  | 100 % |

|  | 45.47 % |

1. 1 2 3  Estimado